# Gianni De Michelis

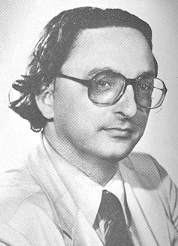
Gianni De Michelis, 1980er Jahre

Gianni De Michelis (* 26. November 1940 in Venedig; † 11. Mai 2019 ebenda) war ein italienischer Politiker. Er war 1988/89 stellvertretender Ministerpräsident, von 1989 bis 1992 Außenminister seines Landes und von 2004 bis 2009 fraktionsloser Abgeordneter der Wahlliste Socialisti Uniti per l’Europa im Europäischen Parlament.

## Ausbildung und Beruf
De Michelis entstammte einer Methodistenfamilie und graduierte 1963 in industrieller Chemie an der Universität Padua. Er war von 1963 bis 1972 zunächst als Assistent, später als Universitätsdozent in allgemeiner Chemie tätig. Von 1972 bis 1980 war er Privatdozent der allgemeinen Chemie an der Universität Venedig. Von 1980 bis 1990 schloss sich eine außerordentliche Professur an.

## Politische Laufbahn
De Michelis gehörte seit 1976 dem Parteivorstand des Partito Socialista Italiano (PSI) an, wo er für die Organisation der Partei auf nationaler Ebene Verantwortung besaß. Zu jener Zeit definierte er sich als antikommunistisch und anti-Democrazia Cristiana. Von 1992 bis 1993 war er stellvertretender Generalsekretär seiner Partei. Von 1997 bis 2001 war er Generalsekretär (= Vorsitzender) seiner Partei.
Von 1964 bis 1980 und von 1990 bis 1995 war De Michelis in Venedig Stadtrat mit Zuständigkeit für die Stadtplanung. Zwischen 1974 und 1994 gehörte er auch der Camera dei deputati an. Von 1987 bis 1988 war er hier Fraktionsvorsitzender seiner Partei.
Als Minister für Industriebeteiligungen gehörte er von 1980 bis 1983 den Kabinetten Arnaldo Forlani, Giovanni Spadolini und Amintore Fanfani an. 1986 war er vorübergehend Arbeitsminister im Kabinett Bettino Craxis. Von 1988 bis 1989 bekleidete er unter Ciriaco De Mita das Amt des stellvertretenden Ministerpräsidenten. Danach gehörte De Michelis bis 1992 dem Kabinett Giulio Andreottis als Außenminister an. In dieser Eigenschaft bearbeitete er für die Europäische Union gemeinsam mit seinen Amtskollegen den Balkankonflikt. Wiederholt reiste er mit dem „Kleeblatt“ nach Belgrad, um Slobodan Milošević zur Einhaltung abgeschlossener Waffenstillstandsvereinbarungen für Slowenien und Kroatien aufzufordern.
Als der PSI infolge der massiven Korruption im Umfeld von Bettino Craxi Anfang der 1990er Jahre kollabierte, gründete De Michelis aus den Überresten des rechten Flügels der PSI 1997 eine kleine Partei, die sich Partito Socialista nannte. 2001 gründete er dann gemeinsam mit Bettino Craxis Sohn Bobo die Nuovo PSI, die zum Mitte-rechts-Bündnis Casa delle Libertà gehörte, das Silvio Berlusconi unterstützte. De Michelis war bis 2007 Nationaler Sekretär dieser Kleinpartei (0,95 % bei der Parlamentswahl 2001).
Bei der Europawahl 2004 erhielt er einen Sitz für den Wahlkreis Süditalien auf der Liste der Socialisti Uniti per l’Europa, eines Wahlbündnisses verschiedener Kleinparteien aus dem ex-sozialistischen Spektrum. Als Europaabgeordneter gehörte De Michelis dem Ausschuss für Industrie, Forschung und Energie an und war ein Stellvertreter für den Justizausschuss, Mitglied der Delegation für die Beziehungen zur Volksrepublik China und Stellvertreter für die Delegation in Parlamentarische Versammlung des Euro-Mittelmeerraums. Außerdem gehörte er dem Unterausschuss Sicherheit und Verteidigung an. Ab 2003 war De Michelis Mitglied der ASEM-Taskforce.
2007 wandte sich De Michelis von der Nuovo PSI ab, weil er die Koalition mit Berlusconi nicht mehr mittragen wollte und gründete stattdessen mit anderen ehemaligen Mitgliedern der PSI die Partito Socialista, die sich dem Mitte-links-Lager anschloss und 2009 den Namen ihrer historischen Vorläuferin – also PSI – annahm.
Von 1984 bis 1992 war De Michelis Vorsitzender und ab 2001 war er Mitglied des Verwaltungsrats des Aspen-Instituts in Italien. Ab 2002 war er Vorsitzender des Instituts für Lateinamerika und den Nahen Osten IPALMO.